# 南昌公園

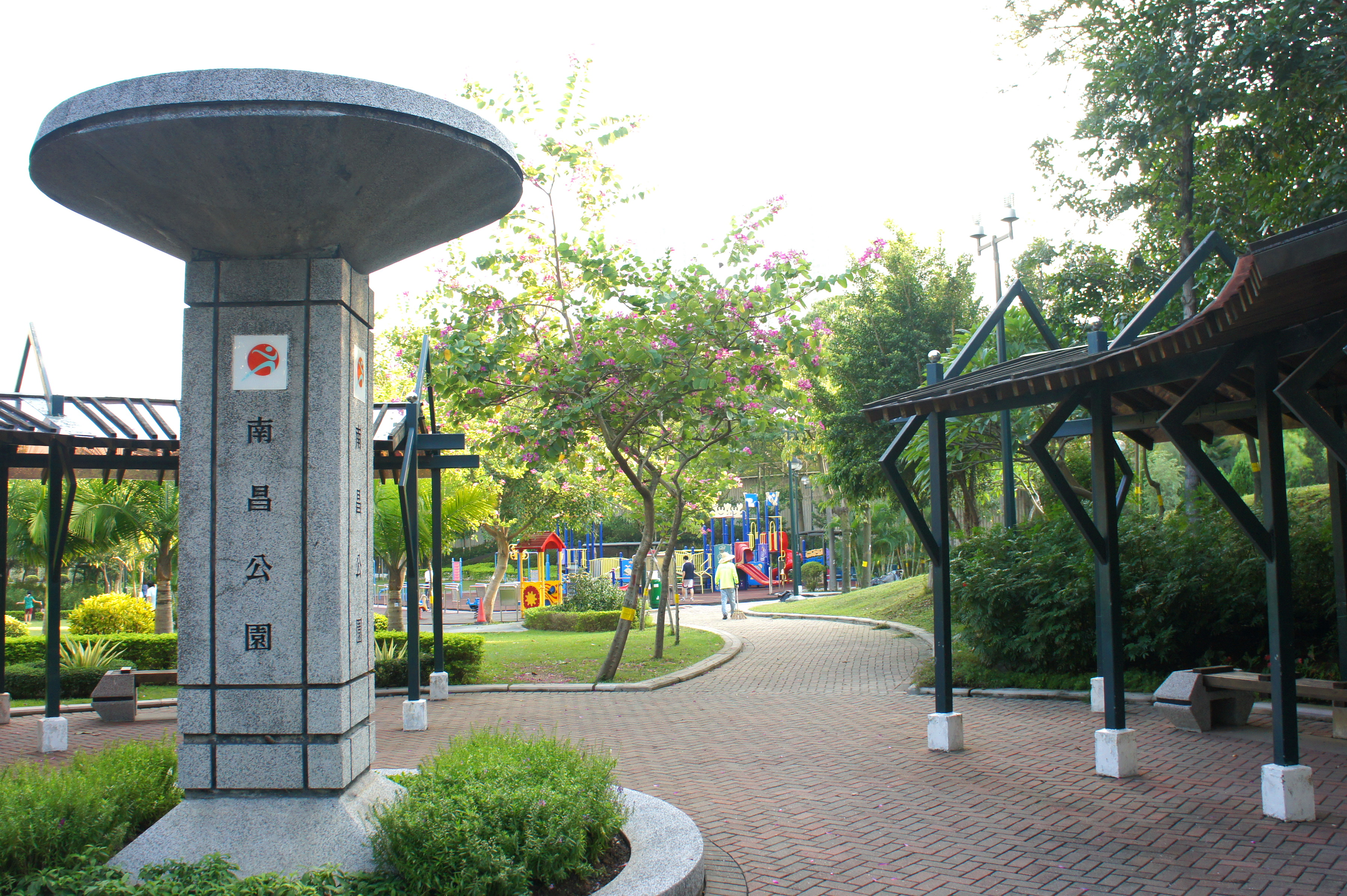
南昌公園北面入口

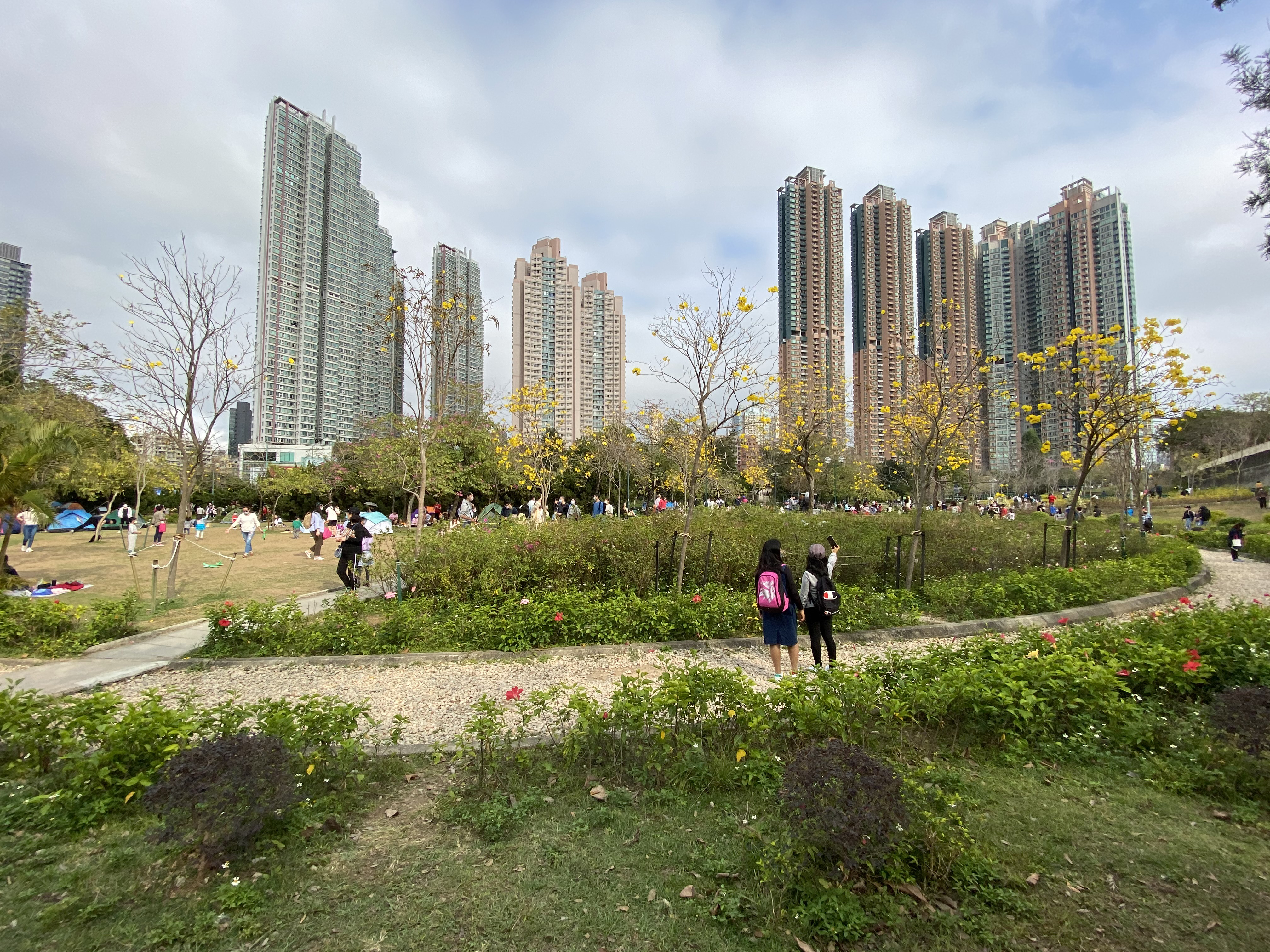
公園內的黃花風鈴木

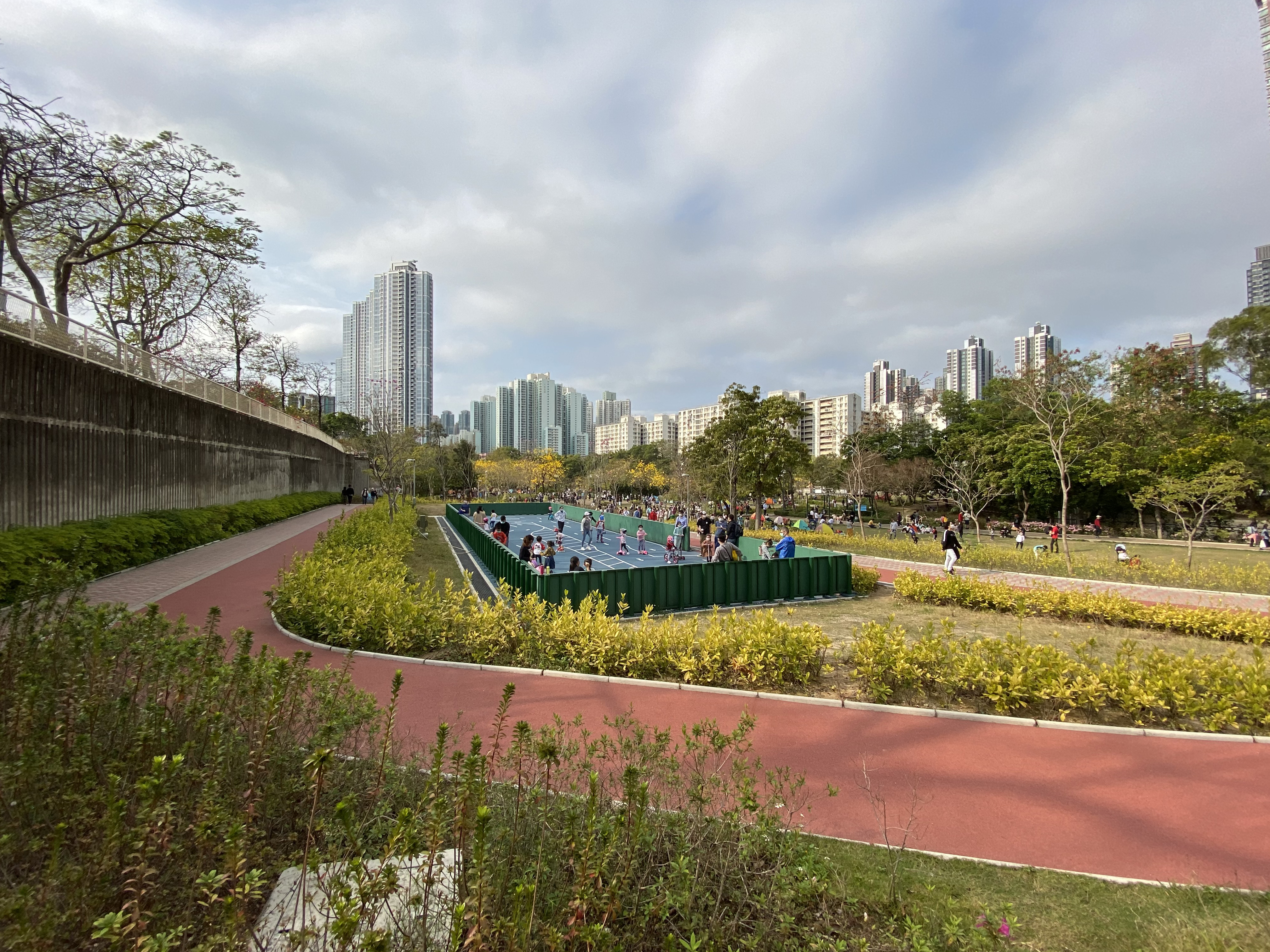
公園內的單車玩樂區在2019年增設

南昌公園（英語：Nam Cheong Park）是香港九龍深水埗區的一個大型公園，位於深水埗深旺道20號，並被連翔道、欽州街西及海輝道圍繞。公園於1998年啟用，現由康樂及文化事務署管理。公園東北面為南昌邨，因而得名。
南昌公園的特色是設有大型草坪，面積為20,000平方米，為香港所有公園之中最大。草坪被行人徑細分為五塊草地，其中一塊旁邊設有兒童遊樂場。到春天時份，位於公園中央的近三十棵黃花風鈴木
盛放，吸引數以百計遊人到場賞花，除了利用手提電話、專業攝影器材拍攝外，也有畫家寫生，十分熱鬧。

## 設施
- 草坪
- 兒童遊樂場
- 長者健身設施
- 洗手間

## 鄰近地點
- V Walk/匯璽
- 南昌薈/富昌邨
- 南昌站
- 通州街公園
- 南昌邨
- 西九龍紀律部隊宿舍
- 港灣豪庭
- 亮賢居
- 君匯港
- 大同新邨
- 利奧坊·曉岸